# خرف أجسام ليوي
الخرف المصاحب لأجسام ليوي يعرف أيضا بعدة مسميات منها: خرف أجسام ليوي، داء أجسام ليوي المنتشرة، هو نوع من أنواع الخرف المصاحب عادة لمرض باركنسون. يتمثل من الناحية التشريحية بوجود أجسام ليوي وترسبات بروتينية من نوع الفا- ساينوكلين ومن نوع اوبكيوتين في الأعصاب. يمكن الكشف عن هذه المواد عند القيام بتشريح المخ بعد الوفاة.

## الانواع
خرف أجسام ليوي هو عبارة عن فقدان ذاكرة يصيب كبار السن بصفة رئيسية وبطريقة تصاعدية. الصفة التي تميز هذا المرض هو ضعف القدرة على الإدراك التي تحدث تدريجيا، الأمر الذي يؤدي إلى الهلوسة وضعف في الاستيعاب والانتباه لما هو موجود في البيئة المحطية بالمريض مقارنة بشخص سليم. يظهر عند الاشخاص المصابون بداء اجسام ليوي العجز عن التخطيط والتفكير وتغيرات متفاوتة في الإدراك. يقظة هؤلاء المرضى تتفاوت من يوم لاخر، ويتفاوت لديهم الانتباه والذاكرة قصيرة الامد. تعتبر الهلوسات البصرية المستمرة أو المتقطعة المصاحبة لصور ورؤيا واضحة من العلامات المبكرة لهذا المرض. يمكن ملاحظة الاضطراب في نمط نوم المريض مصاحبة لرؤى واضحة وأحلام متكررة وتحركات متعمدة عنيفة ثم السقوط من السرير. داء أجسام ليوي يتداخل طبيا مع مرض الزهايمر وباركنسون، لكنه يصاحب مرض باركنسون أكثر. لهذا السبب، عندما اكتشف هذا المرض في سنواته الأولى لم يكن يشخص بشكل صحيح.
في داء ليوي، كان يعتقد أن فقدان الأعصاب المنتجة للاسيتايل كولين هي سبب تدني وظيفة الإدراك – الامر الذي يشبه لحد ما الزهايمر- ، بينما فقدان الأعصاب المنتجة للدوبامين هي المسؤولة عن فقدان السيطرة التدريجية على الوظائف الارادية – الامر الذي يشبه هنا مرض باركنسون-، لذلك يشبه هذا الداء كلا المرضين السابقين. لذلك فان التداخل بين هذه الأمراض الثلاثة يجعل تشخيص داء أجسام ليوي أكثر صعوبة، حتى يمكن في بعض الاحيان الخلط بينه وبين أعراض مرض الزهايمر المبكرة وبين الخرف الوعائي. لكن يمكن التمييز بين كل من الزهايمر الذي يتطور ببطء وداء اجسام ليوي الذي يتطور ويبدا فجأة وبسرعة بالذات في الشهور الأولى من الإصابة بالمرض. بالرغم من صعوبة تمييز هذا الداء وتحديده، يلزم إجراء تشخيص دقيق لتجنب أكبر عدد من التاثيرات الجانبية لادوية الذهان وبالتالي إعطاء العلاج الذي يمكن ان يحسن من حياة المصاب بداء اجسام ليوي والاشخاص المحيطين به.
استخدام الأدوية المحتوية على البينزوديازيبين ومضادات الاكتئاب ومضادات الكولين وأدوية البرد التي لا تحتاج لوصفات طبية قد تؤدي إلى الذهان والهلوسة لفترة قصيرة.
يمكن التمييز بين الخرف المعروف المصاحب لمرض باركنسون وبين المصاحب لأجسام ليوي في وقت ظهروهما مع مرض باركنسون. في الأول يتم تشخيص الخرف المصاحب لمرض باركنسون عندما يظهر الخرف بعد مرض باركنسون بأكثر من سنة من بداية ظهوره. فيما أن الخرف المصاحب لأجسام ليوي يتم تشخيصه عندما يعرف الوقت الذي بدأ فيه تدني القدرة العقلية للمريض في نفس وقت ظهور أعراض مرض باركنسون أو خلال السنة الأولى لظهوره.

## الأعراض
تختلف الأعراض من شخص لاخر، لكن الأعراض الجوهرية للمرض تتضمن تغيرات في مستوى الإدراك مع فروقات كبيرة في مستوى الانتباه والاستيعاب من يوم لآخر ومن ساعة لأخرى، نوبات متفاوتة من الهلوسة والأعراض الحركية المصاحبة لمرض باركنسون. هناك اعراض أخرى مثل اضطرابات النوم وعلامات أخرى يمكن الكشف عنها عند القيام بالأشعة المقطعية.
أعراض مرض باركنسون المصاحبة لخرف اجسام ليوي تتضمن طريقة مشي متثاقلة، تدني في القدرة على السيطرة على عضلات الوجه، تخشب أو تيبس عند الحركة، مستوى صوت منخفض عند التحدث، كثافة افراز اللعاب وصعوبة البلع. رعشات الجسم الغير ارادية عند المصابين بداء جسام ليوي تكون أقل حدوثاً من مرض باركنسون. أيضا، يعاني المصابون بهذا الداء بعض المشاكل مع انخفاض ضغط الدم الوضعي والسقوط وفقدان الوعي المتكرر. يمكن أن تكون اضطرابات التنفس خلال النوم، أحد أعراض ضمور الاجهزة المتعددة.
من العلامات الطبية المعروفة والمهمة لهذا المرض هوا الحساسية الشديدة لأدوية مضادات الذهان ومضادات التقيوء التي تؤثر على الأعصاب المنتجة للاسيتايل كولين والدوبامين. يمكن ان تؤدي هذه الحساسية إلى شلل كامل، وفقدان الإدراك بشكل كامل أو يمكن ان يعرضه إلى حالة خطيرة من تصلب العضلات. لذلك يجب عدم استخدام هذه الأدوية أو استخدامها بحذر.
الهلوسة التي يراها المصابون عادة تتضمن رؤية أشخاص أو حيوانات غير موجودة في الحقيقة، قد يدل ذلك على وجود أجسام ليوي على الفص الصدغي. أعراض الذهان تتضمن الشعور بالوجود في مكانين مختلفين أو أكثر في وقت واحد وغيرها. يمكن ان تكون حالات الهلوسة والذهان مزعجة ولكن ليس جميعها، حيث بعضهم يعحب بها أو أن يعلم بأنها ليست حقيقية. أيضا يعاني المرضى من اضطرابات النظر، التي من ضمنها النظر المزدوج  والخطأ عند تفسير ما ينظرون إليه، كاعتقادهم بأن ما ينظرون اليه هو مجموعة ثعابين بينما هو في الواقع مجرد كومة جوارب.

## الاسباب
لم يفهم إلى الآن المسبب الرئيسي لداء أجسام ليوي، لكن الرابط بينه وبين الجين PARK11 تم وصفه. تكون الإصابة بداء اجسام ليوي متقطعة خلال الاجيال مثل مرض الزهايمر وباركنسون، لذلك فإن صلته بالوراثة ليست قوية. لكن مثل الزهايمر، تزيد نسبة الإصابة بالمرض عندما يرث الشخص الاليل من النوع ε4 في الابوليبوبروتين إي.

## الفيزيولوجيا المرضية

صور تظهر عدة مناطق سوداء في دماغ أحد المصابين بداء جسيمات ليوي حيث تظهر هذه الجسيمات بعدة قوى مكبرة

من الناحية الفيزيولوجيا المرضية، يتميز دام أجسام ليوي بترسبات البروتنيات من النوع (الفا – ساينوكلين) في أجزاء متفرقة من المخ. هذه الترسبات هي ما تعرف بأجسام ليوي. هذه الأجسام تتشابه إلى حد ما مع ترسبات البروتين أسفل قشرة المخ في مرض باركنسون. بالإضافة إلى أنه تقفد أو تدمر الأعصاب المنتجة لكل من الدوبامين والاسيتيل كولين، تماما كما يحدث في مرضي باركنسون والزهايمر على التوالي. أيضا، يصغر حجم المخ أو يتقلص مع تاكل قشرة الدماغ. اظهر الفحص التشريحي للدماغ علامات وبائية مشابهة لمرض الزهايمر. حيث ان ترسبات اجسام ليوي التي ظهرت في منطقة القشرة ظهرت أيضا في مرض الزهايمر ولكنها وجدت مترسبة في منطقة قرن امون أو الـ Hippocampus مضافا إليها ترسبات حبيبية في الفراغ الموجود حول الهيبوكامبس. لا يعرف للآن ما إذا داء أجسام ليوي هو نوع من أنواع مرض الزهايمر أو أنه مرض اخر منفصل عنه. لكن بعكس الزهايمر، داء ليوي لايظهر أي شكل من أشكال الضمور الظاهرة عند معاينة الدماغ.

## السيطرة والعلاج
لا يوجد علاج لداء ليوي. ولكن يوجد دواء يعمل على تخفيف الأعراض لهذا المرض ولكنه لا يساعد في زواله ويستخدم كمسكن للآلام. ويمكننا تقسيم طرق العلاج الحاليه إلى العلاج الدوائي والرعاية.

### دوائيا
يعالج دوائياً (كمرض باركنسون) بتحقيق التوازن بين علاج الأعراض الحركية والانفعالية والأعراض الإدراكيه لهذا المرض. الأعراض الحركية تتجاوب مع الدواء المستخدم لعلاج مرض البايركسون (مثل: ليفودوبا)، ومن الممكن أن تحسن المشاكل المعرفيه مع دواء الزهايمر (مثل: donepezil).

## الانتشار
تم تشخيص بما يقدر بـ60 إلى 75٪ من الاشخاص بالخرف يكونون مصابين اما بمرض الزهايمر أو إصابة مختلطة بين (الزهايمر والخرف الوعائي)، من 10 إلى 15٪ من إصابات الخرف هي من داء جسيمات ليوي، مع اعتبار أن بقية أنواع الخرف تحتل النسبة الاخيرة التي تتراوح بين الـ15- 20% كضمور الفص الامامي الصدغي الذي يعرف بمرض بيك،الخرف الكحولي وغيرهما. يصيب داء ليوي الرجال أكثر من النساء.
 يصيب هذا الداء حوالي مليون شخص في الولايات المتحدة وحدها.

## تاريخ المرض واكتشافه
كان أول من قام باكتشاف الترسبات البروتينية المسببة لهذا الداء هو العالم (فريدريك ليوي
) في أوائل القرن الثامن عشر. لكن أول من قام بوصف المرض كان عالم النفس والأعصاب الياباني (كينجي كوساكا) في العام 1976. بدء تشخيص داء اجسام ليوي في أواسط التسعينات الماضية بعد اكتشاف صبغة الالفا ساينيوكلين التي اظهرت أجسام ليوي في قشرة الدماغ عند التشريح لمرضى كانوا مصابين بالخرف. لم يتم ضم المرض إلى الدليل التشخيصي والاحصائي للاضطرابات النفسية الذي صدر في العام 1994، لكن تم وصفه بشكل موجز في نسخة العام 2000 للدليل تحت مسمى (الخرف المصاحب لحالات طبية أخرى). وقام بعض العلماء بعام 1996 بطلب التعديل ومن ثم مراجعة ارشادات التشخيص لهذا المرض.

## مشاهير اصيبوا بالمرض
- •	الفنان (دونالد فيذرستون)، توفي في 2015 من داء اجسام ليوي[28]
- •	لاعب الهوكي الكندي (ستان ميكيتا) تم تشخيصه بالمرض في يناير 2015.[29]
- •	المذيع الأمريكي (كيسي قاسم) كان يعتقد انه اصيب بمرض باركنسون إلى ان توفي في عام 2014.[30]
- •	الفنان والممثل الأمريكي (روبن ويليامز) تم تشخيصه خطأ بمرض باركنسون قبل وفاته بفترة، الامر الذي ادى الا اصابته بالاكتئاب الشديد والأرق المتزايد، كانت نهايته ان مات منتحرا في 11 أغسطس من عام 2014. اظهر تشريح الدماغ وجود اجسام ليوي المسببة للخرف منتشرة في دماغه.[31][32][33]